# ویکتور میخایلوف (بازیگر)
ویکتور میخایلوف (روسی: Виктор Васильевич Михайлов؛ زادهٔ ۴ ژوئیهٔ ۱۹۵۱) هنرپیشه اهل روسیه است.
وی بازیگر فیلم‌هایی همچون بازدید از یک موزه و سمفونی روسی بوده. 